# Turmkraut

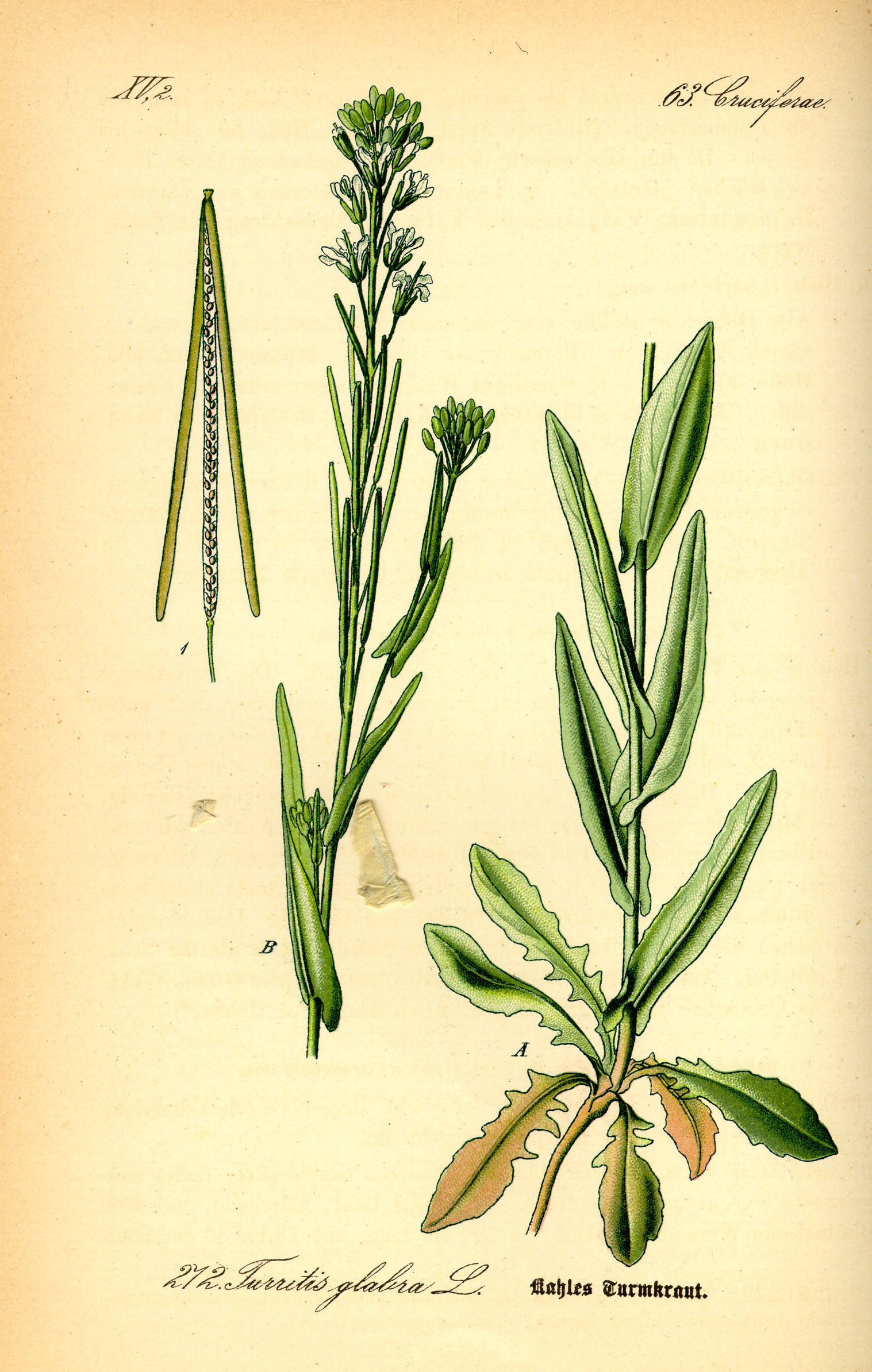
Illustration von Turritis glabra

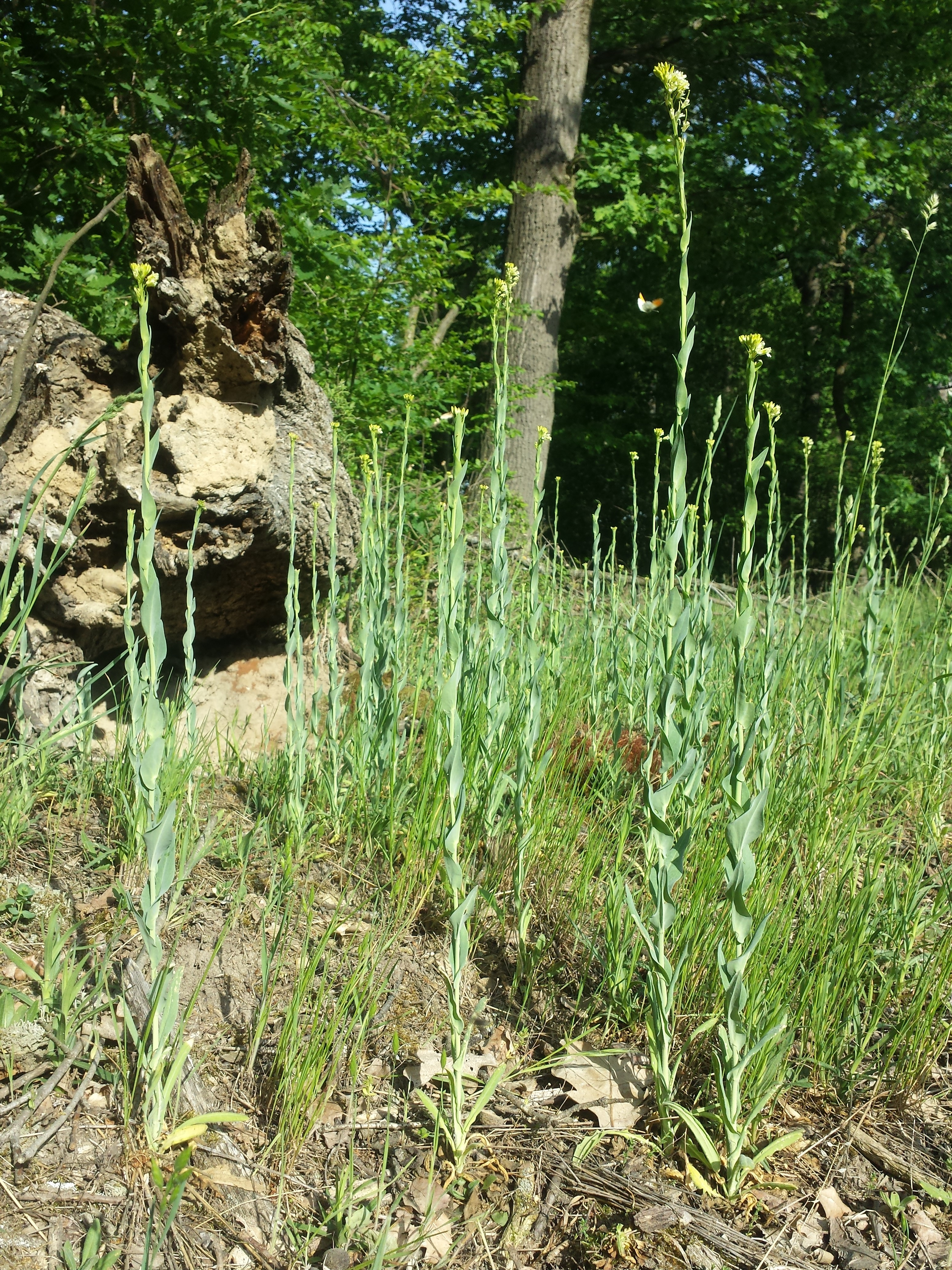
Bestand des Turmkrauts in Niederösterreich

Das Turmkraut (Turritis glabra, Syn.: Arabis glabra), auch Turmkresse oder Kahle Gänsekresse genannt, ist eine Pflanzenart in der Familie der Kreuzblütengewächse (Brassicaceae). Der Trivialname Turmkraut und der botanische Gattungsname Turritis wurde dieser Pflanzenart wegen ihres hohen starren Wuchses gegeben (lateinisch turris für Turm). Das Artepitheton glabra bedeutet kahl oder unbehaart.

## Merkmale
Das Turmkraut wächst als aufrechte, ein- oder meist zweijährige, selten sommergrüne, wenige Jahre ausdauernde krautige Pflanze und erreicht Wuchshöhen von etwa meist 40 cm bis 120 (30 bis 150) cm. Während die Grundblätter buchtig gezähnt sind und durch Gabel- und Sternhaare rau erscheinen, sind die bläulich-grünlichen Stängelblätter ganzrandig, herzförmig stängelumfassend und unbehaart.
Die Blütezeit reicht von Mai bis Juli. Der Blütenstand ist reichblütig. Die zwittrigen Blüten sind vierzählig. Die vier freien Kelchblätter sind (selten 2,5 bis) 3 bis 5 × 0,5 bis 1,2 mm groß. Die vier gelblich-weißen Kronblätter sind etwa 4 bis 8,5 mm lang und 1,3 bis 1,7 mm breit. Die zwei kurzen Staubfäden sind  2,5 bis 4,5 mm und die vier langen sind 3,5 bis 6,5 mm. Die Staubbeutel sind 0,7 bis 1,5 mm lang. Der Griffel ist etwa 2 mm lang. Der Stempel ist 0,5 bis 0,8 (selten bis 1) mm lang.
Die Früchte sind 4 bis 7 cm lange Schoten, die charakteristisch vierkantig sind und aufrecht dem Stängel anliegen. Die Klappen der Frucht sind stark konvex, mit einem starken Mittelnerv. Jede Schote enthält viele Samen. Die Samen befinden sich in jedem Fach zweireihig. Die Früchte sind viel länger als der Fruchtstiel. Die braunen Samen sind 0,6 bis 1,2 × 0,5 bis 0,9 mm groß. Die Ausbreitung erfolgt durch Wind.
Die Chromosomenzahl beträgt 2n = 12 (auch 16, 32).

## Ökologie
Das Turmkraut ist ein zweijähriger Hemikryptophyt mit ganzjährig blaugrünen Blättern.
Die Blüten sind „Stieltellerblumen“ mit Insektenbestäubung und Selbstbestäubung. Die Blütezeit reicht von Mai bis Juli.
Die Schoten sind Tier- und Windstreuer. Fruchtreife erfolgt ab Juli, August.

## Vorkommen
Das Turmkraut ist eurasiatisch verbreitet. In Europa kommt es von Nordskandinavien bis nach Griechenland vor. Außerdem ist es ein verbreiteter Neophyt in den USA und Kanada.
Das Turmkraut besiedelt häufig nährstoffreiche Stauden- und ausdauernde Unkrautfluren, ist jedoch durch Überdüngung auf mäßig nährstoffarme, oft kalkreiche, trockene bis feuchte, sandige Stellen ausgewichen. Derzeit befindet sich die Art in Mitteleuropa im Rückgang. In einigen deutschen Bundesländern steht es bereits auf der Roten Liste.
Die ökologischen Zeigerwerte nach Landolt & al. 2010 sind in der Schweiz: Feuchtezahl F = 2+ (frisch), Lichtzahl L = 3 (halbschattig), Reaktionszahl R = 3 (schwach sauer bis neutral), Temperaturzahl T = 3+ (unter-montan und ober-kollin), Nährstoffzahl N = 4 (nährstoffreich), Kontinentalitätszahl K = 4 (subkontinental).

## Verwendung
Aus den Blättern kann ein Tee bereitet werden. Heilwirkungen wurden untersucht.

## Systematik
Turritis glabra wurde 1753 von Carl von Linné in Species Plantarum, 2, 666 veröffentlicht. Synonyme für Turritis glabra L. sind: Arabis glabra (L.) Bernh., Arabis perfoliata Lam., Arabis pseudoturritis Boiss. & Heldr., Turritis glabra var. lilacina O.E.Schulz, Turritis pseudoturritis (Boiss. & Heldr.) Velen.

## Trivialnamen
Für das Turmkraut sind oder waren, zum Teil nur regional, auch die Bezeichnungen Turmkohl, Turmsenf, Thuraköhl (Elsass, Thüringen), Thurnkraut (Schlesien) und Thurnsenf (Elsass) gebräuchlich.

## Bilder

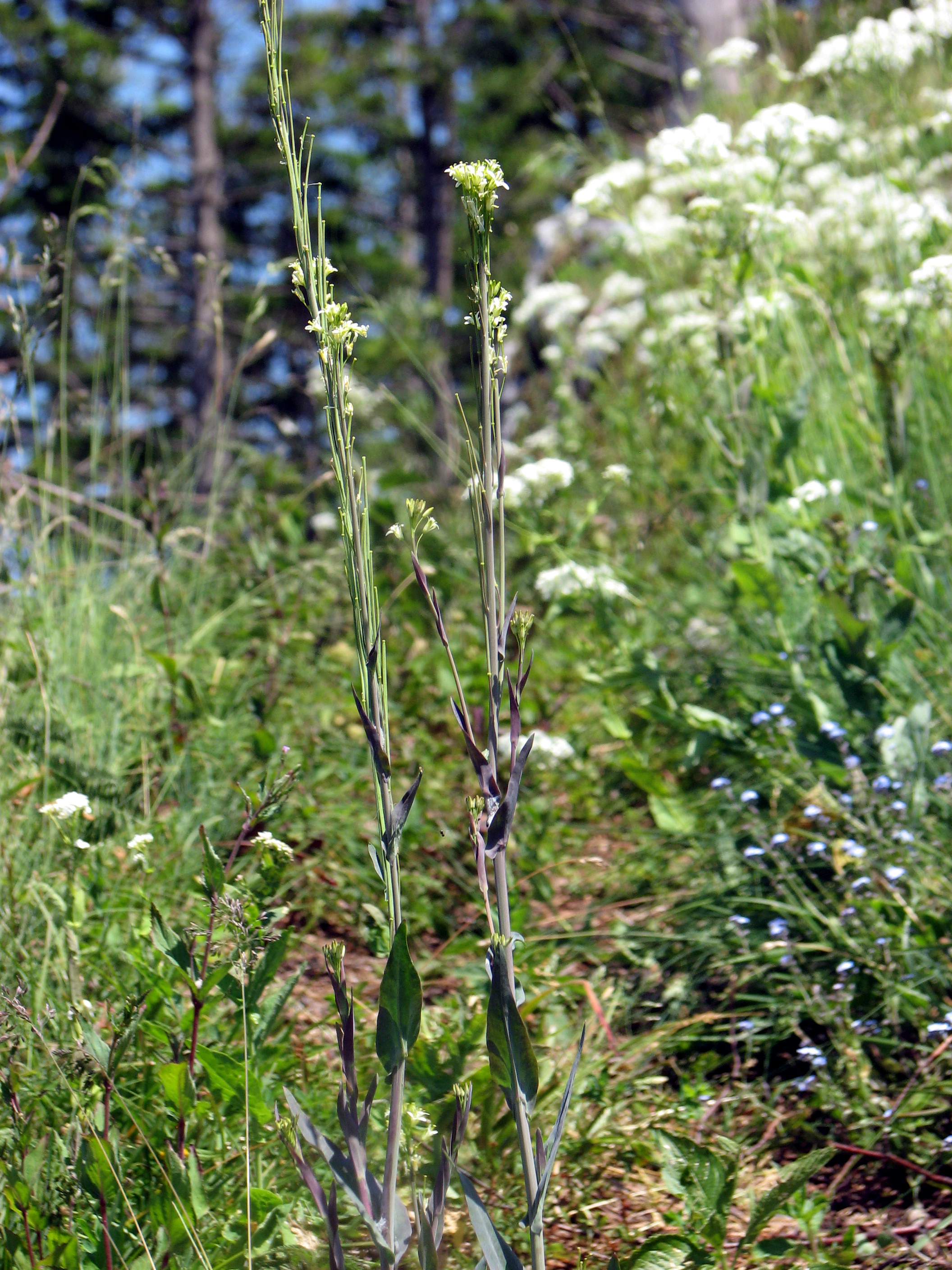
Habitus
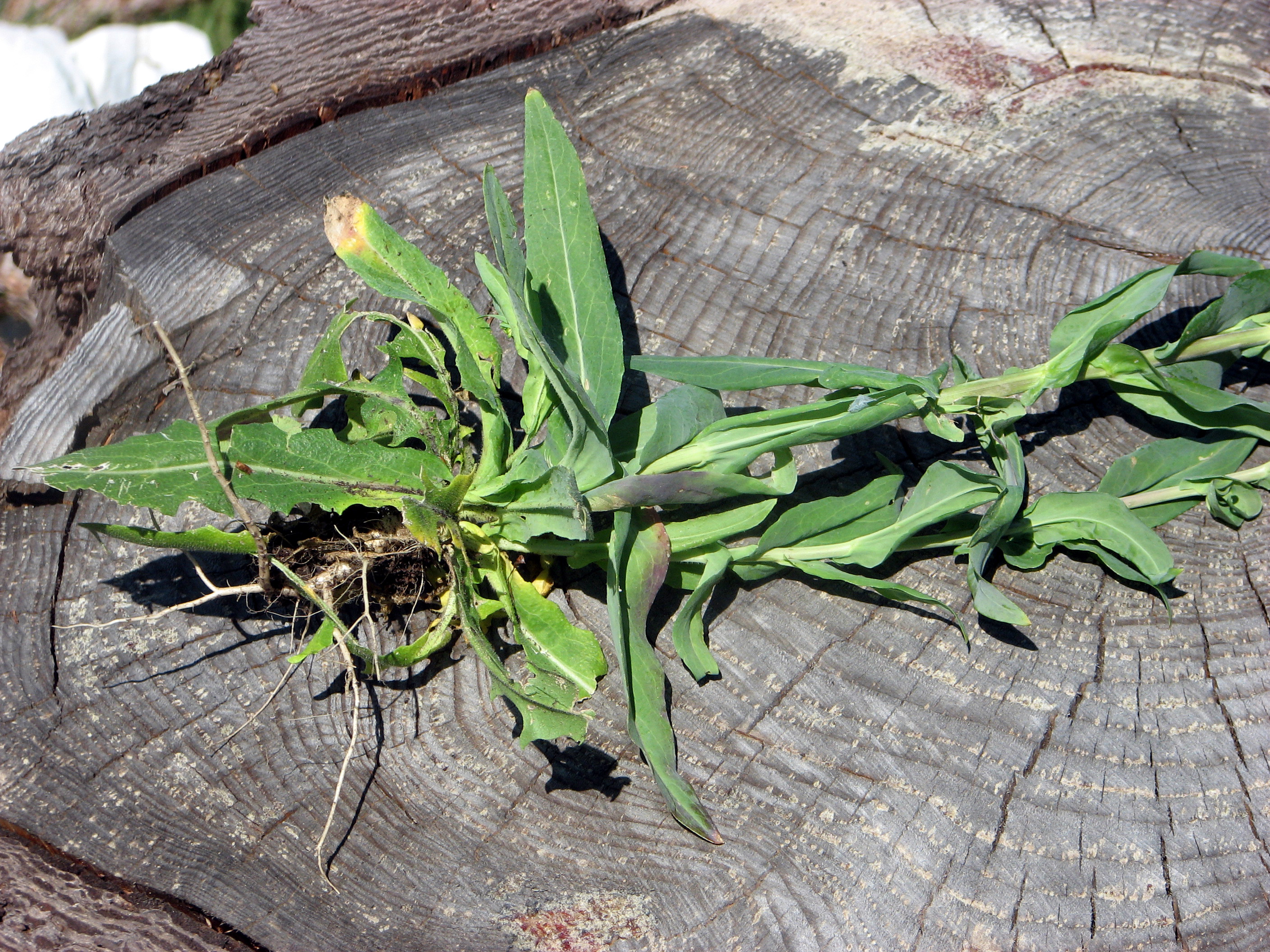
Grund- und Stängelblätter
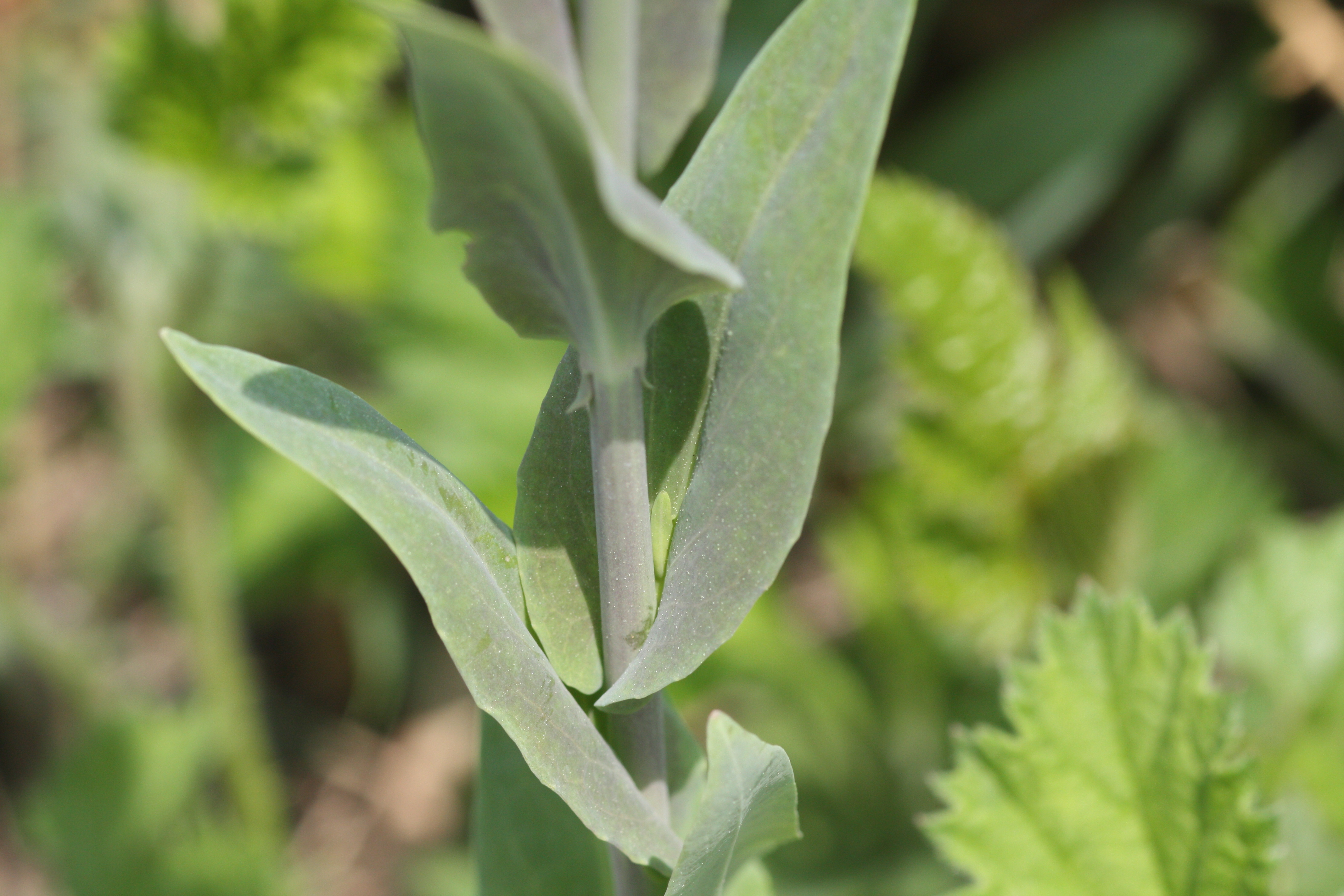
Stängelumfassende Stängelblätter
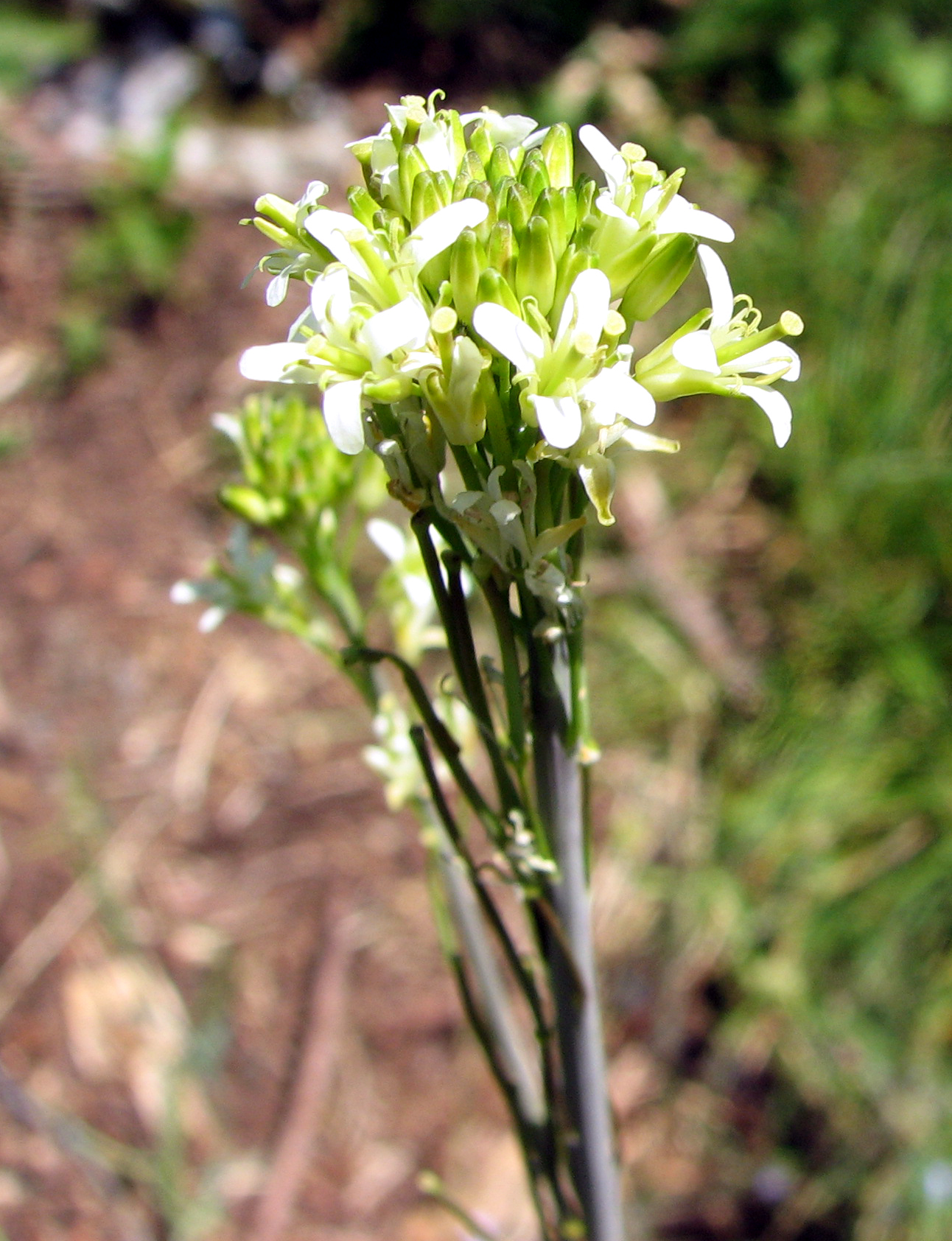
Blütenstand
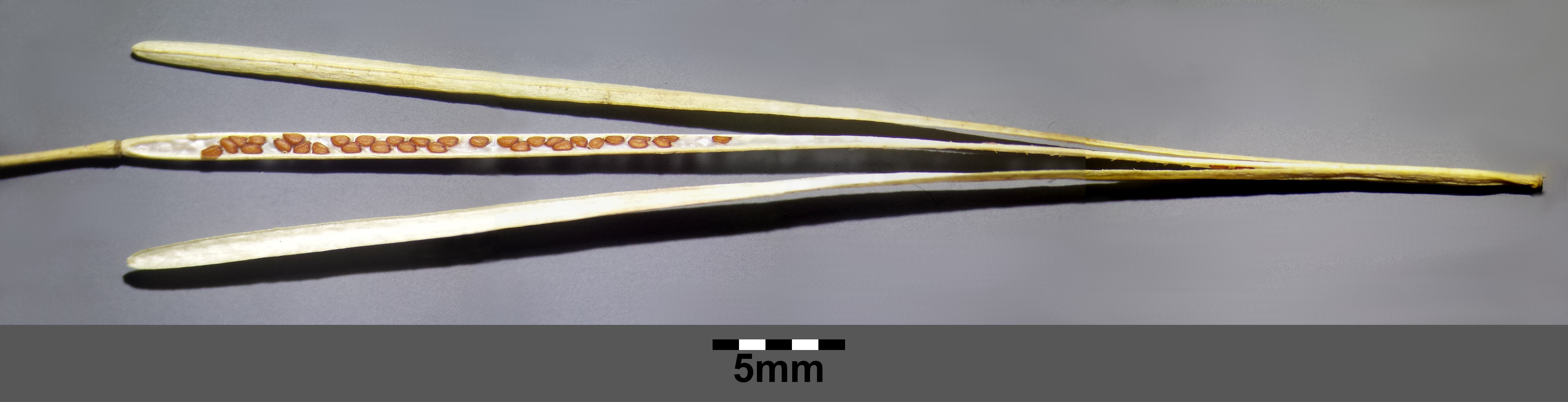
Schote
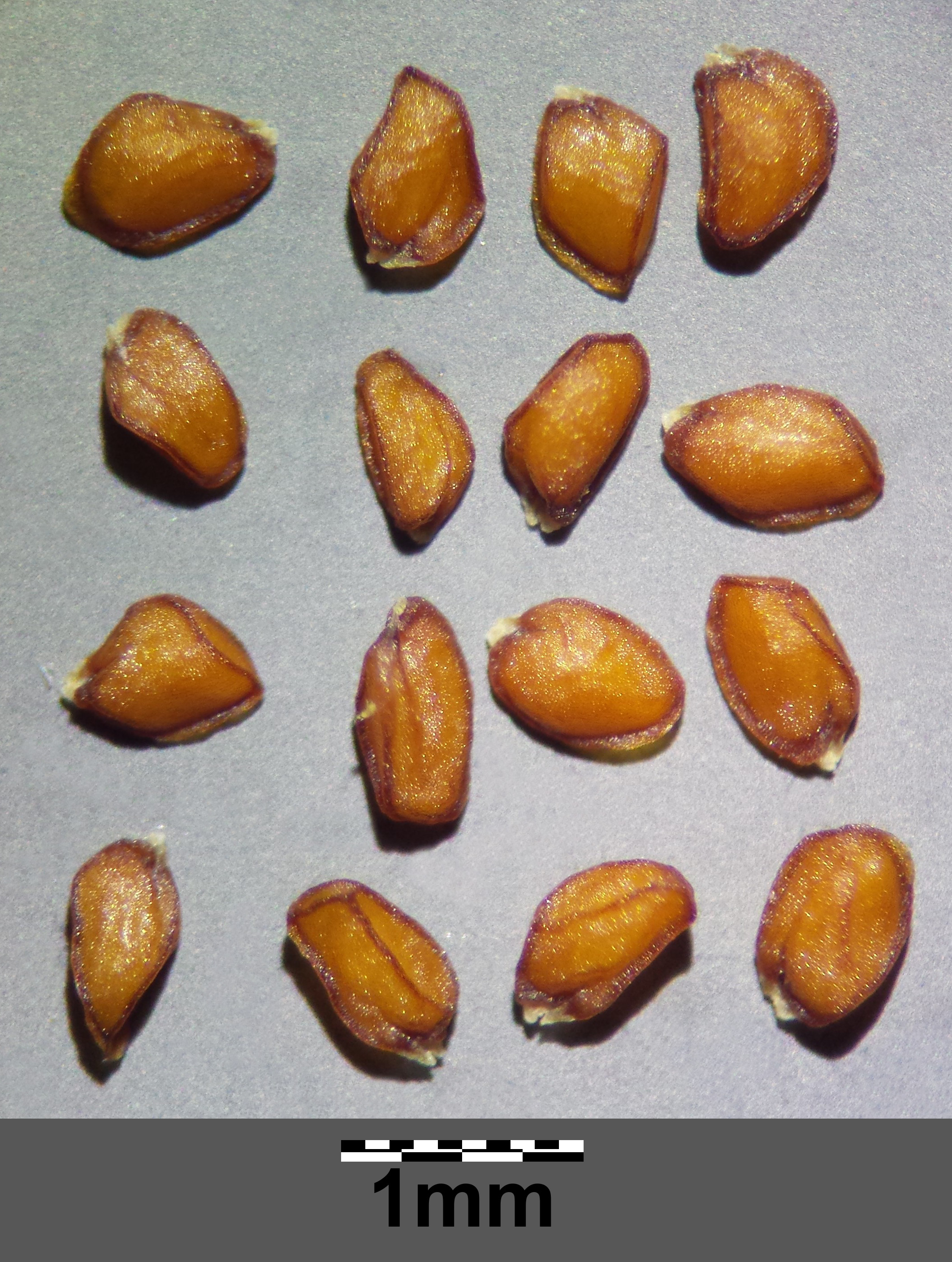
Samen